# TV Show King
TV Show King est un jeu vidéo de type party game sorti en 2008 sur WiiWare et sur iPod. Édité par Gameloft, le jeu met en scène un plateau de télévision où s'affrontent plusieurs participants dans un quiz.

## Mode classique
Ce mode de jeu est jouable seul et jusqu'à 4 joueurs. Chaque partie se fait en 3, 6 ou 9 rounds. Les rounds sont des séries de questions, mais n'ont pas tous le même principe. Certains sont classiques, la question est posée et vous devez trouver la réponse. D'autres sont plus originaux et vous proposeront de gratter les réponses ou de les éclairer avant d'y répondre.

## Mode Quiz Attack
Le Quiz Attack est une succession de questions de difficulté croissante qui vous rapportent de plus en plus de points. Un classement de vos meilleurs scores est aussi disponible, à comparer avec des valeurs de scores déjà présentes.
Dans la deuxième version, vous avez 3 cœurs et donc la possibilité de faire maximum 4 erreurs. Après c'est perdu. Un joker (Appuyez sur la couronne pour l'activer.) est disponible et utilisable une seule fois tous les rounds. Ce joker choisit la bonne réponse quand vous appuyez dessus et vous pourrez continuer le Quiz Attack. En revanche, ce joker ne vous fait pas marquer le point.